# Ahmad at-Tifaschi
Ahmad at-Tifaschi (arabisch أحمد التيفاشي, DMG Aḥmad at-Tīfāšī, auch Ahmad ibn Yusuf al-Tīfāchī oder al-Tifashi; * 1184 in der heutigen Provinz Souk Ahras (Algerien); † 1253 in Kairo) war ein berühmter arabischer Mineraloge, dem aber auch Schriften zur Sexualhygiene zu verdanken sind.

## Leben und Wirken
Von Ahmad at-Tifaschis Leben liegt viel im Dunkel der Geschichte. Gesichert ist lediglich, dass seine zeitweisen Lebensmittelpunkte in Tunis, Bagdad und vor allen Dingen in Kairo lagen. Und dort fand er mit dem berühmten Arzt Abd al-Latif al-Baghdadi auch seinen Lehrmeister, dem er wohl auch sein umfangreiches Wissen verdankte. Überliefert ist ebenfalls seine hohe kulturelle Kompetenz
At-Tifaschis Interessen müssen als ungewöhnlich bezeichnet werden, da er einerseits als der Verfasser mehrerer Schriften zur Sexualität eine gewisse Geltung gefunden hatte, auf der anderen Seite aber als Mineraloge ein Standardwerk verfasste, das bis in die Neuzeit, auch in der westlichen Hemisphäre, über eine große Bedeutung verfügte.
Seine beiden berühmteste Werke zur Sexualität, Kitāb Rudschūʿ asch-Schaich ilā Sabāh fī l-Quwwa ʿalā l-Bāh, das 1898 von Charles Carrington unter dem Titel The old man young again ins Englische übersetzt wurde, ist ein Leitfaden, in dem praktisch alle Aspekte zur Sexualität abgehandelt werden. In seiner Schrift Nuzhat al-albāb fīmā lā yūdschad fī kitāb (in englischer Übersetzung The Delight of hearts, or, What you will not find in any book) widmet er sich von der Poesie in der Erotik, Scherzen, sexuellen Praktiken bis zur Homoerotik und Homosexualität, wobei er seine Abneigung gegen diese Orientierungen nicht zu verbergen versucht.
Größte Anerkennung erhielt at-Tifaschi allerdings mit seinem Werk Azhār al-afkār fī dschawāhir al-ahdschār (Buch der königlichen Steine), das sein Ansehen bis in die Gegenwart bewahrt hat. Allein zwischen 1977 und 2014 wurde das Buch 17 mal in drei Sprachen aufgelegt und ist bei 159 WorldCat-Mitgliedern weltweit im Sortiment zu finden. In diesem Werk, das er selbst illustrierte und 1242 fertig gestellt hatte, beschreibt er in 25 Kapiteln Steine und Mineralien mit beachtlicher Präzision. Jedem seiner beschriebenen Objekte widmete er fünf Unterkapitel, in denen er tabellarisch je über die Entstehung, zum Fundort, der Qualität (echt oder gefälscht), über die magisch-medizinische Wirkung und den Wert und Preis das Wissen der damaligen Zeit zu diesem Themengebiet zusammenfasste. Seine Quellen stammten von Informationen von Kaufleuten, Juwelenhändlern und Bergleuten, aber auch von den entsprechenden Schriften, der vor ihm lebenden arabischen und griechischen Wissenschaftler wie Aristoteles, Apollonius von Tyana, al-Masʿūdī, al-Dschazarī und al-Kindī. Sein Zeitgenosse Abu Muhammad ibn al-Baitar und später al-Qalqaschandī (1355–1418) würdigten at-Tifaschi als großen Gelehrten.

## Nachweise
1. ↑  The old man young again, or, Age-rejuvenescence in the power of concupiscence. Voyager Rare Books Maps & Prints, ehemals im Original (nicht mehr online verfügbar); abgerufen am 29. März 2020 (englisch). (Seite nicht mehr abrufbar. Suche in Webarchiven)
2. ↑  The Delight of Hearts: Or What You Will Not Find in Any Book. Goodreads, abgerufen am 29. März 2020 (englisch).
3. ↑  A. Schopen, K. W. Strauß: Aḥmad ibn Yūsuf at-Tīfāšīs „Buch der königlichen Steine“: Eine Mineralienkunde für die arabischen Herrscher des 7./13. Jahrhunderts. Harrassowitz Verlag, 2014, ISBN 978-3-447-10224-7, JSTOR:j.ctvk12t9d.

| Personendaten    | Personendaten                                |
| ---------------- | -------------------------------------------- |
| NAME             | Ahmad at-Tifaschi                            |
| ALTERNATIVNAMEN  | Ahmad ibn Yusuf al-Tīfāchī; Ahmad al-Tifashi |
| KURZBESCHREIBUNG | arabischer Wissenschaftler und Mineraloge    |
| GEBURTSDATUM     | 1184                                         |
| GEBURTSORT       | Provinz Souk Ahras                           |
| STERBEDATUM      | 1253                                         |
| STERBEORT        | Kairo                                        |